# Ghiacciaio Nimitz
Il ghiacciaio Nimitz (in inglese: Nimitz Glacier) è un ghiacciaio lungo circa 64 km e largo 8, situato sulla costa di Zumberge, nella parte occidentale della Terra di Ellsworth, in Antartide.

## Geografia
Il ghiacciaio, il cui punto più alto si trova a circa 2000 m s.l.m., scorre in un'area posta a ovest della dorsale Sentinella, fluendo tra quest'ultima formazione e la dorsale Bastien fino ad unire il proprio flusso a quello del ghiacciaio Minnesota, che geograficamente divide in due le Montagne di Ellsworth. Lungo il suo corso, il flusso del ghiacciaio Nimitz è arricchito da quello di molti altri ghiacciai suoi tributari, tra cui, da nord a sud, il Branscomb, il Cairns, il Tulaczyk, lo Zapol, il Donnellan e il Gildea, che si uniscono al ghiacciaio Nimitz da est, e il Karasura, che gli si unisce da sud-ovest.

## Storia
Il ghiacciaio Nimitz è stato scoperto dalla squadriglia VX-6 della marina militare statunitense (USN) una serie di voli di ricognizione fotografica effettuati il 14 eil 15 dicembre 1959. Grazie a queste fotografie il ghiacciaio è stato poi mappato dallo United States Geological Survey e così battezzato dal Comitato consultivo dei nomi antartici in onore dell'ammiraglio Chester Nimitz, della USN, il quale, in qualità di comandante delle operazioni navali al tempo dell'Operazione Highjump nel periodo 1947-48, ha reso possibile quella che allora fu la più grande e complessa spedizione antartica mai svolta.